# Sulzbach/Saar
Sulzbach/Saar városNémetországban, azon belül Saar-vidék tartományban. Lakosainak száma 16 368 fő (2023. december 31.).

## Városrészei
- Altenwald
- Brefeld
- Hühnerfeld
- Neuweiler
- Schnappach
- Sulzbach Mitte

## Története
1974-ben a település városi jogot kapott.

## Népesség
A település népességének változása:
| Lakosok száma | 22 133 | 16 360 | 16 468 | 16 256 | 16 353 | 16 368 |
|               | 1975   | 2017   | 2019   | 2021   | 2022   | 2023   |